# وجها لوجه
وجها لوجه (بالإنجليزية: Gegen die Wand)‏ هو فيلم رومانسي، وفيلم دراما
أُصدر في 12 فبراير 2004، و11 مارس 2004، في ألمانيا. الفيلم من إنتاج أرتيو، وBavaria Film ‏، وقد أخرجه فاتح اكين، وكَتَب السيناريو فاتح اكين.الفيلم يتناول قضايا الهوية، الحب، والتصادم الثقافي بين الشرق والغرب من خلال قصة حب مأساوية بين شاب تركي مدمن على الكحول وامرأة تركية متمردة تعيش في ألمانيا.أهمية الفيلم:
يعكس الفيلم صراع الهوية للمهاجرين الأتراك في ألمانيا.
يتناول قضايا مثل الحب، العنف، الاكتئاب، والقيود الاجتماعية.
يُعتبر من أبرز أعمال المخرج فاتح أكين، الذي اشتهر بأفلامه التي تناقش مواضيع الهجرة والاندماج.
ملخص القصة:
تدور الأحداث حول سيبل، شابة تركية ألمانية تبحث عن الحرية والهروب من قيود عائلتها المحافظة. تقرر الزواج صوريًا من جيهون، وهو رجل تركي ألماني يكافح الإدمان والاكتئاب. بمرور الوقت، تنشأ بينهما علاقة حب حقيقية، لكنها تواجه العديد من التحديات والمآسي التي تؤدي إلى تطورات غير متوقعة في حياتهما.

## طاقم التمثيل
- بيرول اونيل
- Fanfare Ciocărlia [الإنجليزية]‏
- اندرياس تيل  [لغات أخرى]‏
- تيم سيفي
- Selim Sesler [الإنجليزية]‏
- سليم اردوغان  [لغات أخرى]‏
- ماسيو باركر
- إديل أونير
- اورهان غونر  [لغات أخرى]‏
- محمد كورتولوش
- منى مر
- جوفن كيراك
- Catrin Striebeck  [لغات أخرى]‏
- سبيل كيكيلي
- آدم بوسدكوس
- Hermann Lause [الإنجليزية]‏
- ملتم جومبول
- جيم اكين  [لغات أخرى]‏
- Demir Gökgöl [الإنجليزية]‏

## الإنتاج

### التصوير
صوّر الفيلم في ألمانيا، وكان راينر كلاوسمان مديرًا لتصوير الفيلم.

### الموسيقى
موسيقى الفيلم التصويرية من تلحين الكسندر هاكس.

## الاستقبال

### الجوائز والترشيحات
الجوائز
- الدب الذهبي (2004).

الترشيحات

## وصلات خارجية
- وجها لوجه على موقع IMDb (الإنجليزية)
- وجها لوجه على موقع ميتاكريتيك (الإنجليزية)
- وجها لوجه على موقع روتن توميتوز (الإنجليزية)
- وجها لوجه على موقع نتفليكس (الإنجليزية)
- وجها لوجه على موقع قاعدة بيانات الأفلام العربية
- وجها لوجه على موقع ألو سيني (الفرنسية)
- وجها لوجه على موقع Turner Classic Movies (الإنجليزية)
- وجها لوجه على موقع أول موفي (الإنجليزية)
- وجها لوجه على موقع بوكس أوفيس موجو (الإنجليزية)
- وجها لوجه على موقع فيلمافينيتي (الإسبانية)